# Tarbuck-Knoten
Der Tarbuck-Knoten ist ein Klemm- und ein Seilspannerknoten.

## Geschichte
Der Alpinist Ken Tarbuck erfand den Knoten im Jahre 1952 als dynamischen Anseilknoten für die ersten Nylon-Seile. Bei einem Sturz würde der Knoten rutschen und erst dann halten, wenn der Fangstoß dadurch auf ein ungefährliches Maß reduziert worden ist.
Der Knoten war bei Kletterern eine kurze Zeit recht beliebt. Doch als Kernmantelseile ab den späten 1950ern an Bedeutung gewannen, geriet er unter Kritik. Der Knoten bewirkt bei einem Sturz, dass sich der Mantel des Seils stark vom Kern verschiebt und somit das Seil beschädigt wird. Heutige dynamische Seile absorbieren den Fangstoß durch ihre Elastizität und machen den Knoten obsolet.

## Anwendung
Der Knoten diente bei statischen Seilen ohne Kernmantelkonstruktion als Anseilknoten, um einen Sturz zu mildern. Tarbuck empfahl für das Auge einen Durchmesser von 30 Zentimetern. Mit modernen Kletterseilen ist diese Anwendung überholt.
Heutzutage dient der Tarbuck-Knoten als verstellbare Schlaufe zum Beispiel beim Spannen von Zeltleinen.

## Knüpfen

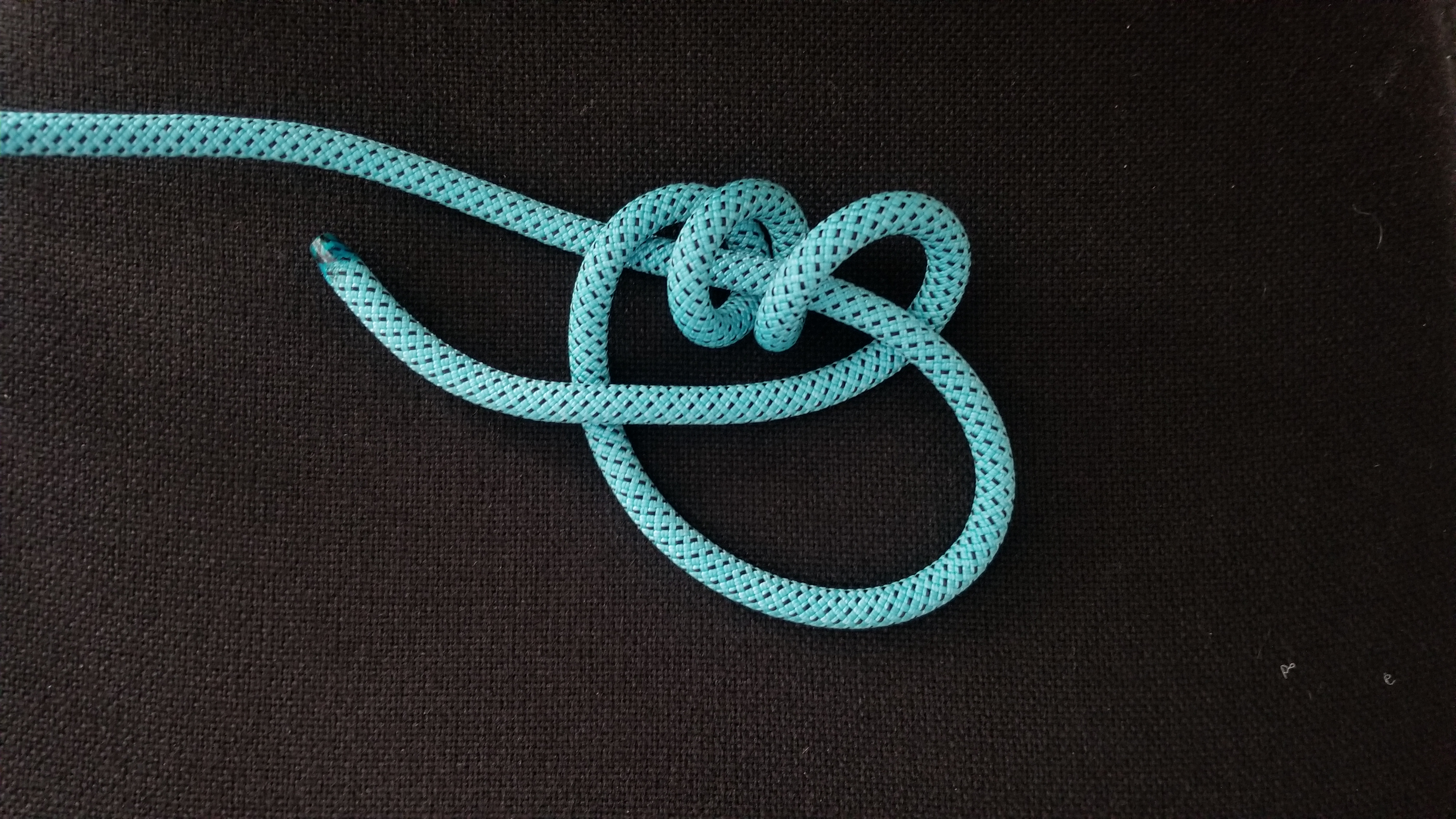
Mit dem losen Ende schlägt man zweieinhalb Törns um die stehende Part.
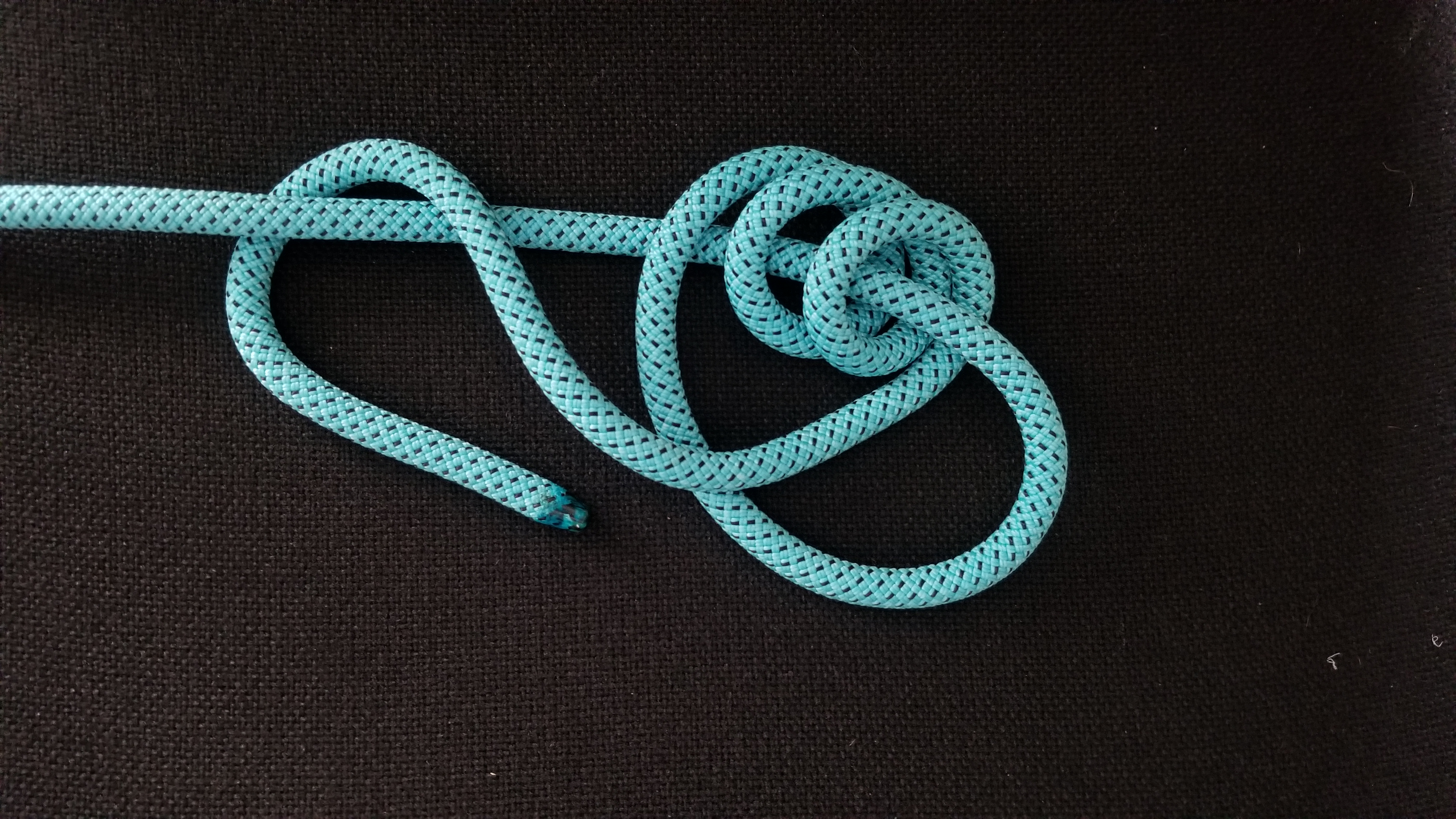
Anschließend bringt man das Seilende aus der so entstandenen Schlaufe
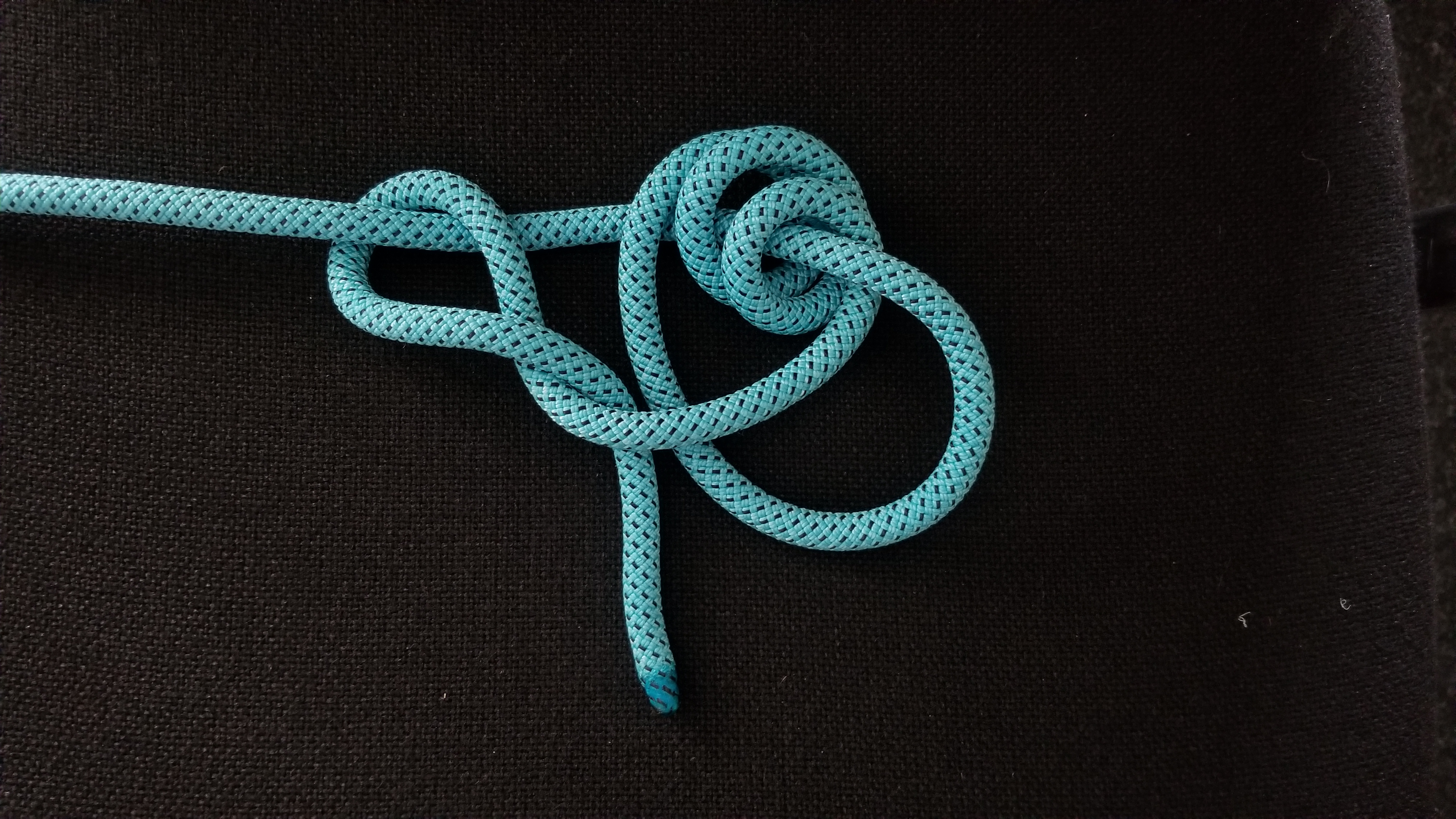
und steckt es in Form einer Acht unter sich selbst durch
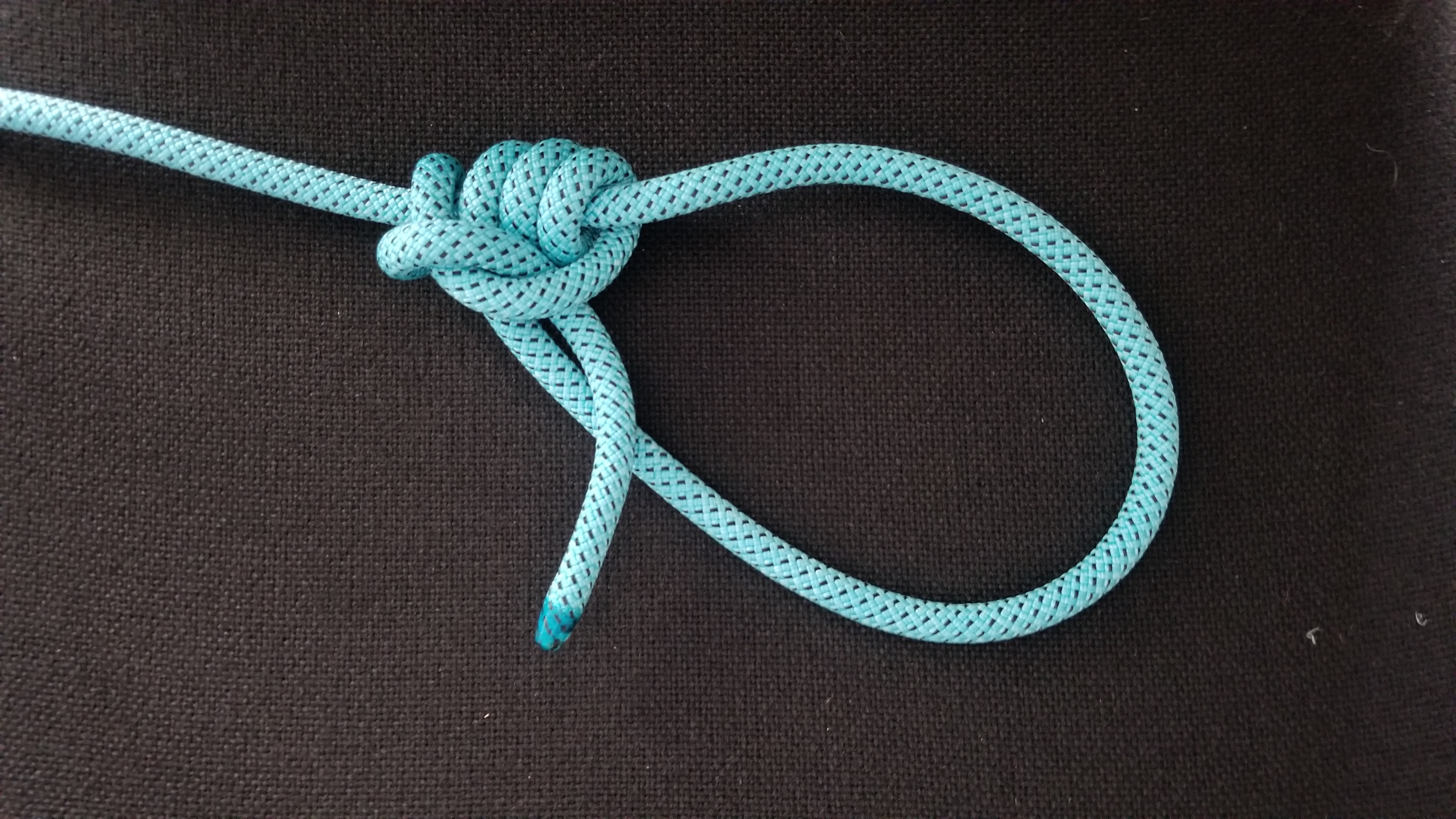
Zuziehen und fertig

## Alternativen

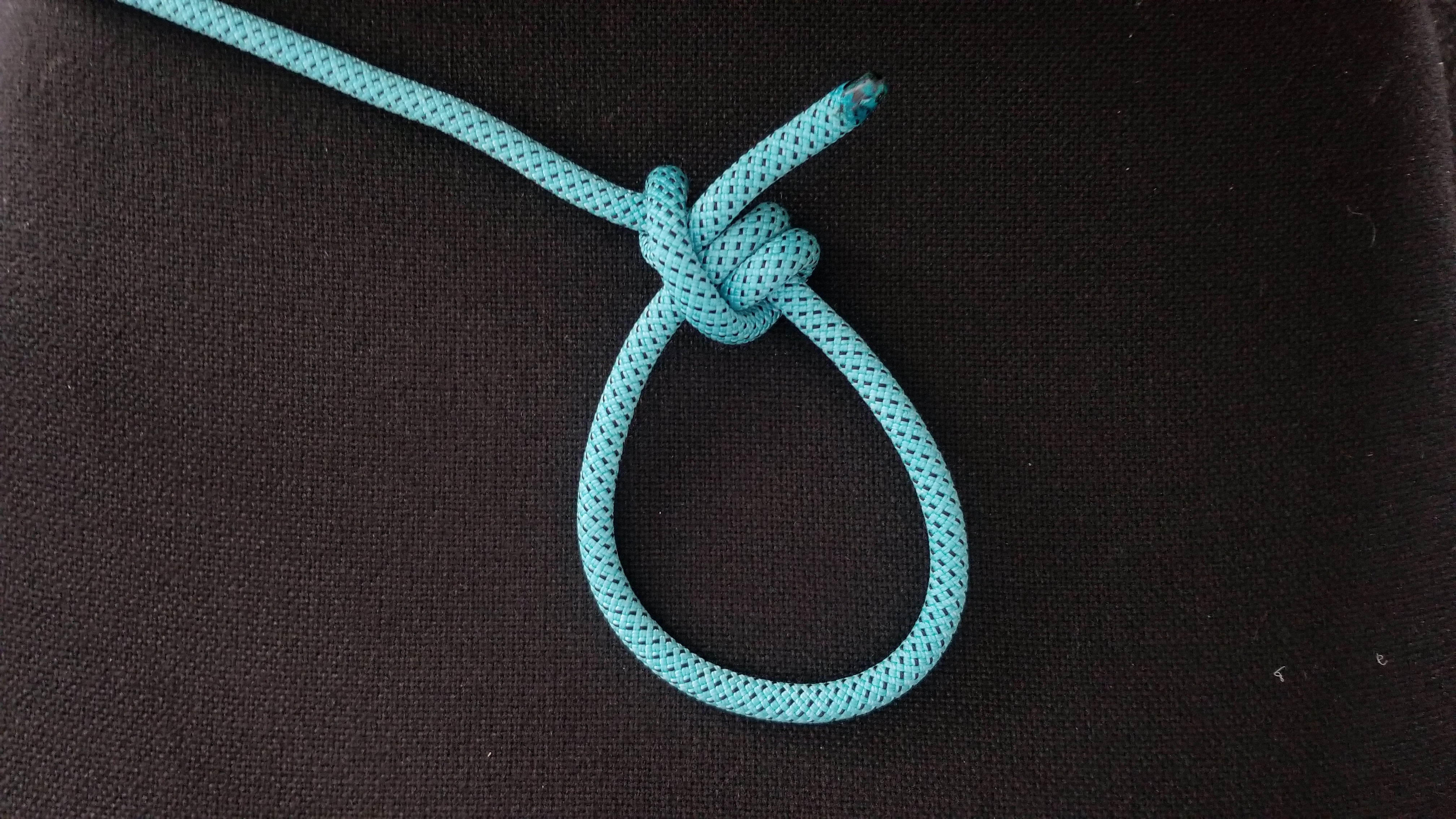
Als Zeltspanner eignet sich auch der Topsegelschotstek
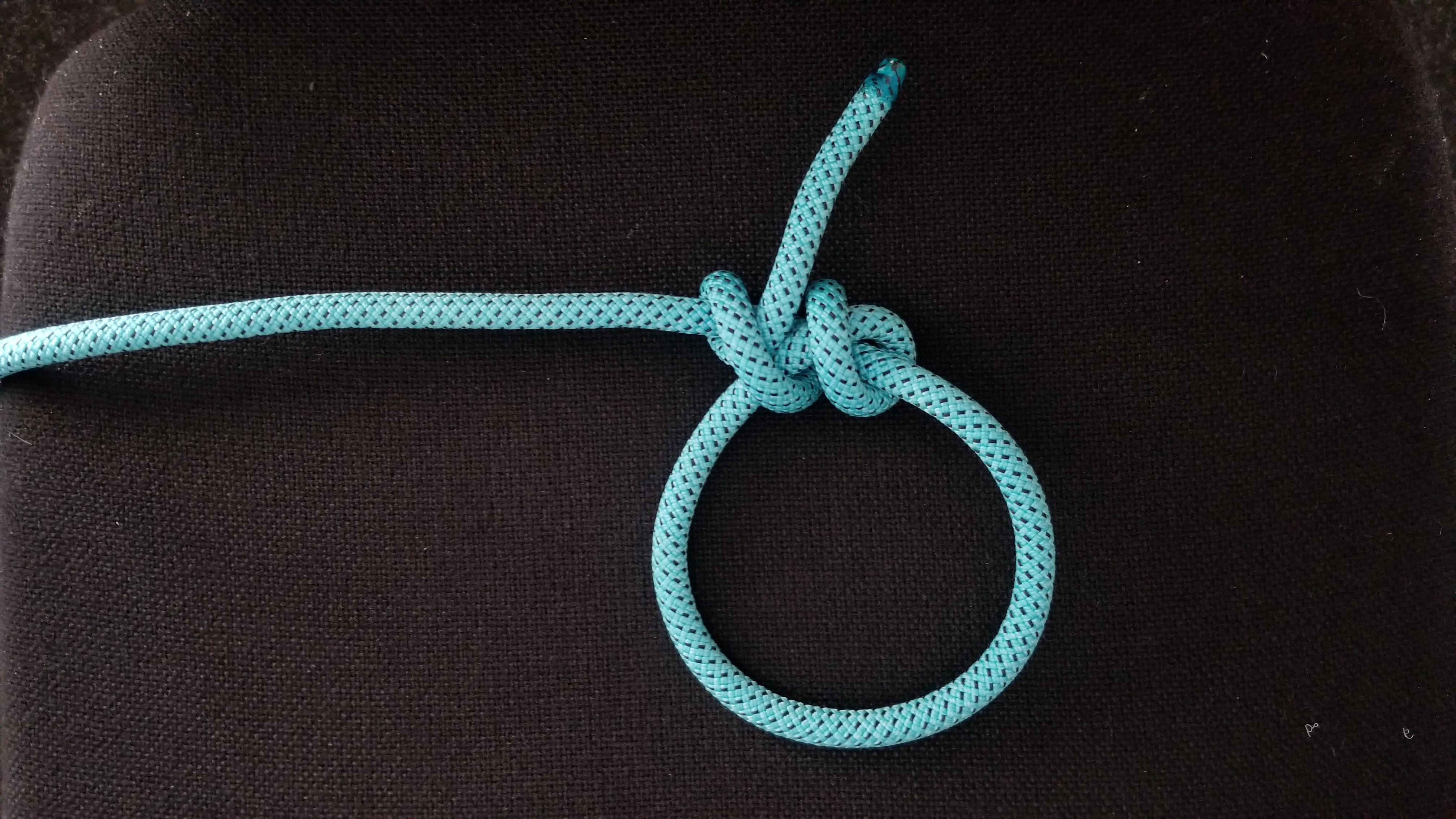
oder der Mittschiffsmann-Stek.